# Miss Guatemala
Miss Guatemala (Belezza Guatemala) è un concorso di bellezza femminile che si tiene annualmente in Guatemala e dal quale vengono selezionate le rappresentanti locali per i concorsi di Miss Universo e Miss Mondo.

## Albo d'oro

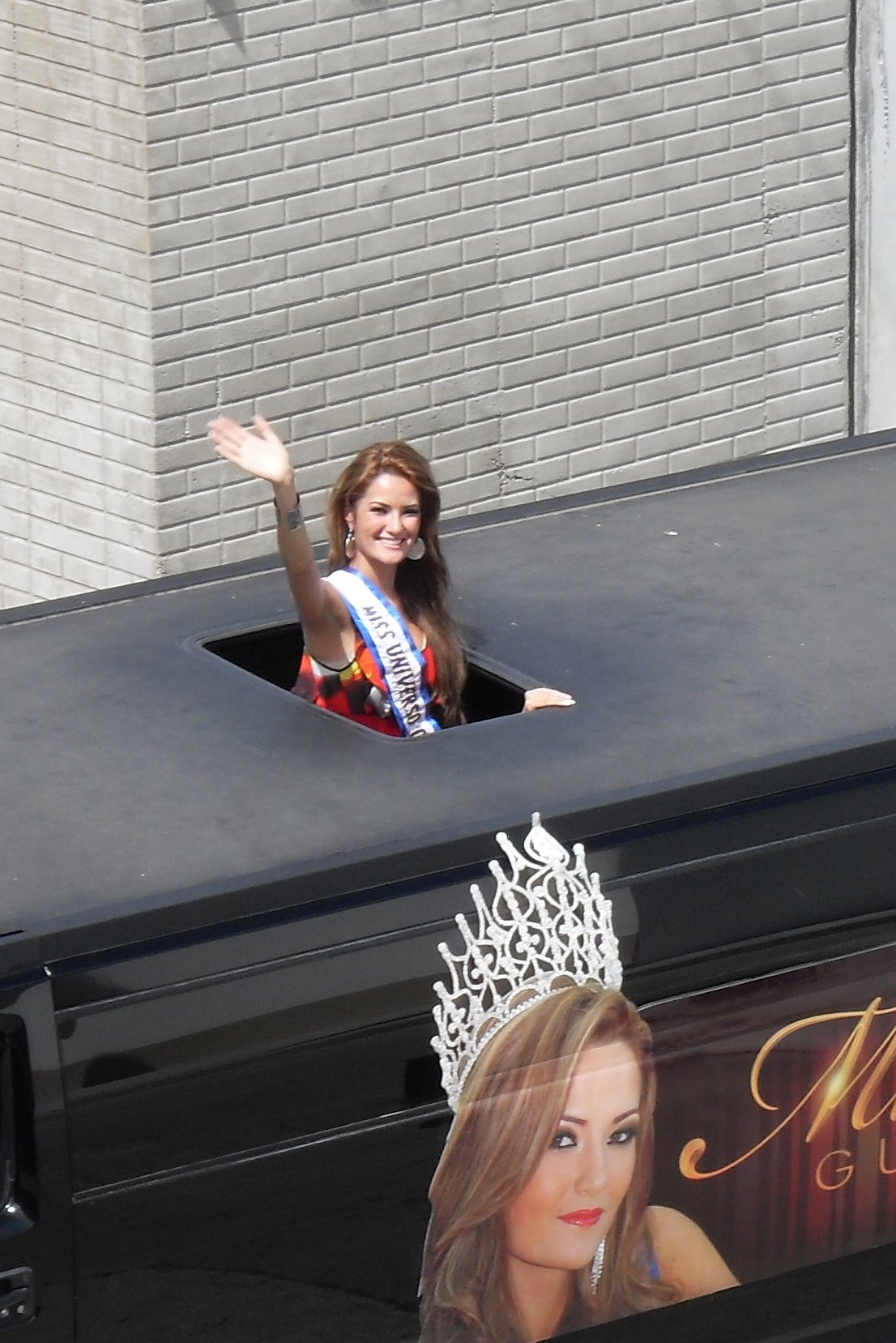
Lourdes Figueroa, Miss Guatemala 2009.

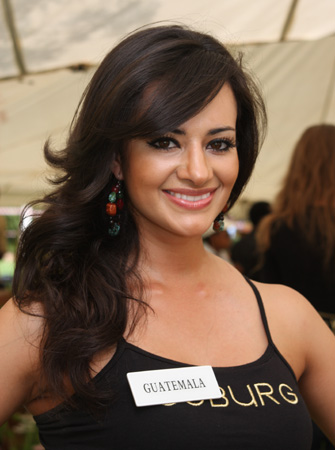
Maribel Arana, Miss World Guatemala 2008.

| Anno | Rappresentante per Miss Universo   | Rappresentante per Miss Mondo         |
| ---- | ---------------------------------- | ------------------------------------- |
| 1955 | María del Rosario Molina Chacón    |                                       |
| 1956 | Marta Ileana Garlinger Díaz        |                                       |
| 1957 | Ana Walda Olyslager                |                                       |
| 1958 | Maya Glinz                         |                                       |
| 1959 | Rogelia Cruz Martínez              |                                       |
| 1961 | Anabella Sáenz                     |                                       |
| 1975 | Emy Elvia Abascal                  |                                       |
| 1976 | Blanca Alicia Montenegro           | Marta Elisa Tirado Richardson         |
| 1978 | Claudia María Iriarte              |                                       |
| 1979 | Michelle Marie Domínguez Santos    | Michelle Marie Dominguez Santos       |
| 1980 | Lizabeth Iveth Martínez Noack      | Lizabeth (Ligia) Iveth Martinez Noack |
| 1981 | Yuma Rossana Lobos Orellana        | Beatriz Bojorquez Palacios            |
| 1982 | Edith Suzanne Whitbeck Cain        | Edith Suzanne Whitbeck Cain           |
| 1983 | Berta Victoria Gonzales García     | Hilda Mansilla Manrique               |
| 1984 | Ilma Julieta Urrutia Chang         | Carla Giovanna Aldana Fontana         |
| 1985 | Perla Elizabeth Prera Fruhwirth    | Maricela Luna Villacorta              |
| 1986 | Christa Kalula Wellman Girón       | Sonia Schoenstedt Briz                |
| 1987 | María Isabel Flores Flores         | Mabel Daniza Hernandez Gutíerrez      |
| 1988 | Silvia Mansilla Manrique           | Mariluz Aguilar Rivas                 |
| 1989 | Helka Lisbeth Cuevas Berganza      | Rocio Lerma de la Vega                |
| 1990 | Marianela Amelia Abate             | María del Rosario Pérez Aguilar       |
| 1991 | Maria Lorena Palacios Montenegro   | Marlyn Lorena Magaña Ramirez          |
| 1992 | Nancy Maricela Perez Hernández     | Ana María Johanis                     |
| 1993 | Diana Lucrecia Galvan Flores       | Maria Lucrecia Flores Flores          |
| 1994 | Katya Schoenstedt Briz             | Sonia Maria Rosales Vargas            |
| 1995 | Indira Lili Chinchilla Paz         | Sara Elizabeth Sandoval Villatoro     |
| 1996 | Karla Hannelore Beteta Forkel      | Maria Gabriela Rosales Castellaños    |
| 1997 | Carol Anabella Aquino Bonilla      | Lourdes Mabel Valencia Bobadilla      |
| 1998 | Astrid Gabriela Ramírez Apel       | Glenda Iracema Cifuentes Ruiz         |
| 1999 | Monica María Penedo Klée           | Ana Beatriz González Scheel           |
| 2000 | Evelyn Liseth López Sandoval       | Cindy Margó Ramirez Lemus             |
| 2001 | Rosa María Castañeda Aldana        |                                       |
| 2002 | Carina Maribel Velasquez Portillo  |                                       |
| 2003 | Florecita de Jesus Cobián Azurdia  | Jennifer Dulce María Duarte Hernández |
| 2004 | Marva Cecilia Weatherborn Serrano  |                                       |
| 2005 | Aida Karina Estrada Abril          | María Inés Gálvez Close               |
| 2006 | Jackelinne Krimilda Piccinini Oten | Jackelinne Krimilda Piccinini Oten    |
| 2007 | Alida María Boer Reyes             | Hamy Nataly Tejeda Funes              |
| 2008 | Clara Jennifer Chiong Estrada      | Ana Maribel Arana Ruiz                |
| 2009 | Lourdes Elisa Figueroa Araujo      | Alida María Boer Reyes                |
| 2010 | Jessica Scheel                     | Ana Lucía Mazariegos Florentino       |
| 2011 | Alejandra Barillas                 | Lourdes Figueroa Araujo               |
| 2012 | Laura Godoy                        | Monique Georgette Aparicio            |